# Meleagris gallopavo
El pavo salvaje (Meleagris gallopavo), también conocido como guajolote, gallipavo, guajolote norteño, pisca, chompipe, guanajo, totole, cocono, o simplemente pavo, es una especie de ave galliforme de la familia Phasianidae (guajolotes, codornices, perdices, y faisanes). Es originario de Estados unidos y México, pero se ha introducido como ave doméstica en casi todo el mundo. Su nombre originario en lengua náhuatl es huey xolotl (literalmente "gran criado"), de lo cual deriva su denominación popular como "guajolote". Su población al momento de la llegada de los europeos se calcula en cuarenta millones de ejemplares, siendo fuertemente cazada o domesticada. En la actualidad se estima que hay cuatro millones en estado salvaje y muchos millones más en estado doméstico. 
Su coloración es generalmente café oscura con reflejos verde metálico o bronceados. Los machos poseen plumas iridiscentes color rojo, verde, cobre, bronce y dorado. Las hembras son color gris o café. No posee plumas en cabeza y cuello, pero sí carúnculas rojizas, púrpura y azul. Posee una papada rojiza y una formación carnosa colgante que crece en la base del pico. Se distribuye en América del Norte, desde el sur de Ontario, Canadá, hasta el sur de México. En México se le ha registrado en veinticuatro estados del país (las excepciones son Baja California, Baja California Sur, Ciudad de México, Morelos, Tabasco, Campeche y Yucatán).
Habita principalmente bosque de pino-encino, también puede encontrarse en matorral xerófilo o en bosque de coníferas, de encino o mesófilo. Si bien en México la NOM-059-SEMARNAT-2001 clasificaba a la especie como "Sujeta a protección especial", en la NOM-059-SEMARNAT-2010 aparece como "No evaluada"; la UICN 2019-1 la considera como de Preocupación menor. Sus poblaciones son disminuidas por la explotación forestal, por el impacto de las actividades humanas y porque es muy susceptible a contraer enfermedades. La tendencia poblacional del guajolote silvestre parece ser que va en aumento, por lo cual no se encuentra en una categoría más alta, según la UICN. En México, es de gran importancia cinegética y está considerada como especie de caza limitada (se emite un permiso que autoriza la cacería de solo un ejemplar por temporada). La especie se ve afectada por el comercio ilícito nacional.
En muchos países, este pavo es apreciado por su carne, y su variante doméstica es una popular ave de corral.

## Características biológicas

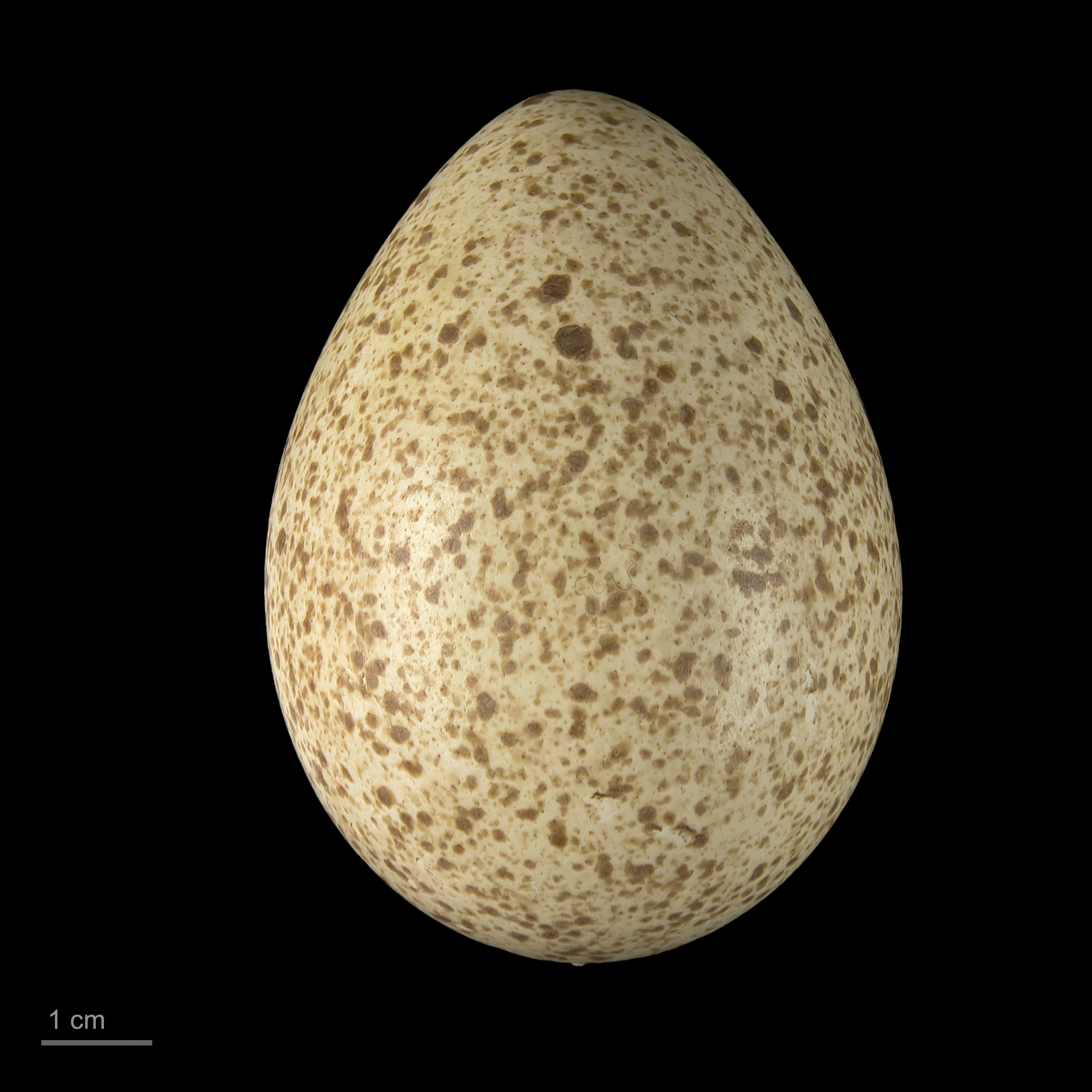
Huevo de pavo salvaje

Dentro de su zona de distribución natural, las subespecies se encuentran en una amplia gama de hábitats incluyendo llanuras y montes, necesitando resguardo para los nidos y de árboles para posarse y evadir a los depredadores. Pasan gran parte del día buscando alimento en los suelos y solo vuelan cortas distancias sin llegar a migrar.
Por lo general son omnívoros, alimentándose de pequeños insectos, semillas y plantas, y variando el peso y tamaño considerablemente de una subespecie a otra. Son de comportamiento diurno, posándose por las noches en las copas de los árboles.

### Comportamiento
Los pavos se organizan en una sociedad jerárquica y se comunican mediante llamadas y contacto físico, sumándose a estos los cortejos sexuales; según la estación, los machos y las hembras se comportan de manera distinta formando grupos de tamaño y funciones variables.
Fuera de la época de reproducción, los machos y las hembras viven en grupos separados; llegando la primavera se crean "pavadas de cortejo", grupos de machos adultos y hembras de mayor tamaño.
Cuando es época de reproducción, los machos fijan territorios y los grupos de hembras se desarticulan, provocando que las hembras transiten solitarias con total libertad por los territorios; los machos que han conseguido fijar su dominio sobre un territorio trataran de atraer hembras con llamadas sonoras y realizando movimientos complejos. En grupos de machos jóvenes, solo el más dominante es el que se aparea. Comúnmente un grupo pequeño de machos dominantes tiene total dominio sobre un gran número de individuos. Cuando el macho y la hembra han consumado el acto sexual, empiezan la construcción del nido, pudiéndose aparear diariamente hasta el momento de empollar. Por lo regular las hembras forman grupos para nidificar y criar a sus pavitos en el mismo nido; la madre pavo depositara de cinco a ocho huevos y los empollará alrededor de veintiocho días, acto seguido los polluelos permanecerán en el nido hasta los seis o siete meses. Si el apareamiento no provoca el nacimiento de crías, las hembras forman pavadas sin nidada. En el invierno los machos y las hembras se separan formando "pavadas invernales"; los polluelos machos abandonan el nido y forman sus propias "pavadas invernales".

### Depredadores
Sus depredadores son el coyote, el puma, el lince rojo, el lince canadiense, el zorro rojo, el oso negro americano, el aligátor y el águila calva. Y cuando son huevos y polluelos sus depredadores son el mapache, la mofeta rayada, la zarigüeya, el zorro gris, el halcón peregrino y el águila real.

## Subespecies
Se conocen seis subespecies de Meleagris gallopavo:
- Meleagris gallopavo silvestris - centro y este de Estados Unidos.
- Meleagris gallopavo osceola - Florida (localizado)
- Meleagris gallopavo intermedia - del norte de Texas al centro-este de México. En el Estado de Chihuahua, se le conoce también como "Cócono".
- Meleagris gallopavo merriami - oeste de Estados Unidos.
- Meleagris gallopavo mexicana - montañas de la meseta este y central de México. A partir de esta subespecie se desarrolló hace unos dos mil años el pavo doméstico.
- Meleagris gallopavo gallopavo - sur de México (de Jalisco a Veracruz y por el sur hasta Guerrero).
- Meleagris gallopavo domesticus